# Opecarcinus
Opecarcinus is een geslacht van kreeftachtigen uit de klasse van de Malacostraca (hogere kreeftachtigen).

## Soorten
- Opecarcinus aurantius Kropp, 1989
- Opecarcinus cathyae Van der Meij, 2014
- Opecarcinus crescentus (Edmondson, 1925)
- Opecarcinus granulatus (Shen, 1936)
- Opecarcinus hypostegus (Shaw & Hopkins, 1977)
- Opecarcinus lobifrons Kropp, 1989
- Opecarcinus peliops Kropp, 1989
- Opecarcinus pholeter Kropp, 1989
- Opecarcinus sierra Kropp, 1989